# Escout
Escout é uma comuna francesa na região administrativa da Nova Aquitânia, no departamento dos Pirenéus Atlânticos. Estende-se por uma área de 9,51 km². Em 2010 a comuna tinha 446 habitantes (densidade: 46,9 hab./km²).